# 恐竜時代
『恐竜時代』（きょうりゅうじだい、原題：When Dinosaurs Ruled the Earth）は、1970年にイギリスのハマー・フィルム・プロダクションにより制作された恐竜映画。

## あらすじ
いけにえとして太陽に捧げられていた山の民サンナは、海に落ちたところを現地の住民に拾われる。だが、彼女の故郷の者たちが襲いかかり、サンナは恐竜の卵の近くまでくる。
彼女は恐竜の親に養子として育てられ、その恐竜の子供たちとも親しんだ。

## スタッフ
- 監督・脚本：ヴァル・ゲスト
- 製作：アイダ・ヤング
- 原案：J・G・バラード
- 撮影：ディック・ブッシュ
- 編集：ピーター・カラン
- 音楽・特殊音響効果：マリオ・ナシンベーネ
- 特殊視覚効果・マット画・アニメート：ジム・ダンフォース
- 視覚効果助手：ロジャー・ディッケン

## キャスト
- ビクトリア・ヴェトリ（サンナ）
- ロビン・ホードン（タラ）
- パトリック・アレン（キングソル）
- ドリュー・ヘンリー（カーク）
- シーン・カフリー（ケイン）
- マグダ・コノプカ（ウリド）
- イモジン・ハッサル（アヤク）
- パトリック・ホルト（アモン）